# FC Ararat-Armenia
Maillots
Actualités
Le Football Club Ararat-Armenia (en arménien : Ֆուտբոլային Ակումբ Արարատ-Արմենիա), plus couramment abrégé en Ararat-Armenia, est un club arménien de football fondé en 2017 et basé à Erevan.

## Histoire
Le club est fondé par Ruban Hayrapetyan en 2017 sous le nom Avan Academy. L'effectif est alors basé sur des jeunes joueurs sortis de l'académie de football d'Erevan ainsi que des équipes de jeunes du Pyunik Erevan. Il fait ses débuts en championnat la même année en prenant part au championnat de deuxième division où il finit troisième, largement derrière le Lori FC et l'Artsakh FC qui occupent quant à eux les deux premières places.
Au cours du mois de décembre 2017, le club est racheté par le milliardaire russo-arménien Samvel Karapetyan, qui le renomme Ararat-Moscou pour le reste de la saison. Après l'intégration de l'équipe au sein de la première division arménienne pour la saison 2018-2019, il est renommé une nouvelle fois, devenant cette fois l'Ararat-Armenia.
L'Arménien Andranik Babayan est initialement nommé à la tête de l'équipe pour ses débuts au premier échelon, mais est finalement renvoyé à quelques jours du début du championnat tandis que l'entraîneur biélorusse Vadim Skripchenko prend sa place au début du mois d'août. Il est congédié dès la fin du mois de septembre alors que le club se classe cinquième après huit matchs. L'ancien sélectionneur de la sélection arménienne Vardan Minassian prend par la suite le poste d'entraîneur au début du mois d'octobre. Pour sa première saison dans l'élite, l'Ararat parvient à remporter le championnat arménien. Il conserve par la suite son titre à l'issue de l'exercice 2019-2020.

## Bilan sportif

### Palmarès
| Compétitions nationales |
| --- |
| - Championnat d'Arménie (2) : - Champion : 2018-2019 et 2019-2020. - Vice-champion : 2022. - Coupe d'Arménie - Vainqueur (1) : 2024 - Finaliste (2) : 2020 et 2025 - Supercoupe d'Arménie (2) : - Vainqueur : 2019, 2024 - Finaliste (1) : 2020 |

### Bilan par saison
| Saison    | Championnat | Championnat | Championnat | Championnat | Championnat | Championnat | Championnat | Championnat | Championnat | Championnat | Coupe d'Arménie  |
| Saison    | Division    | Pos         | Pts         | J           | V           | N           | D           | BP          | BC          | Diff        | Coupe d'Arménie  |
| --------- | ----------- | ----------- | ----------- | ----------- | ----------- | ----------- | ----------- | ----------- | ----------- | ----------- | ---------------- |
| 2017-2018 | 2e          | 3e          | 46          | 27          | 14          | 4           | 9           | 65          | 41          | +24         | Quarts de finale |
| 2018-2019 | 1re         | 1er         | 61          | 32          | 18          | 7           | 7           | 53          | 28          | +25         | Demi-finales     |
| 2019-2020 | 1re         | 1er         | 52          | 28          | 15          | 7           | 6           | 45          | 23          | +22         | Finale           |
| 2020-2021 | 1re         | 5e          | 38          | 24          | 10          | 8           | 6           | 32          | 17          | +15         | Demi-finales     |
| 2021-2022 | 1re         | 2e          | 74          | 32          | 23          | 5           | 4           | 56          | 20          | +36         | Quarts de finale |

Légende
- Vainqueur de la compétition.
- Finaliste ou vice-champion de la compétition.
- Promotion en division supérieure.
- Relégation en division inférieure.

### Bilan européen
Note : dans les résultats ci-dessous, le score du club est toujours donné en premier
| Saison    | Compétition             | Tour             | Club                     | Domicile | Extérieur | Total             |
| --------- | ----------------------- | ---------------- | ------------------------ | -------- | --------- | ----------------- |
| 2019-2020 | Ligue des champions     | Premier tour Q   | AIK Solna                | 2 - 1    | 1 - 3     | 3 - 4             |
| 2019-2020 | Ligue Europa            | Deuxième tour Q  | Lincoln Red Imps         | 2 - 0    | 2 - 1     | 4 - 1             |
| 2019-2020 | Ligue Europa            | Troisième tour Q | Saburtalo Tbilissi       | 1 - 2    | 2 - 0     | 3 - 2             |
| 2019-2020 | Ligue Europa            | Barrages Q       | F91 Dudelange            | 2 - 1    | 1 - 2 ap  | 3 - 3 (4 - 5 tab) |
| 2020-2021 | Ligue des champions     | Premier tour Q   | Omonia Nicosie           | 0 - 1 ap | N/A       | 0 - 1             |
| 2020-2021 | Ligue Europa            | Deuxième tour Q  | CS Fola Esch             | 4 - 3 ap | N/A       | 4 - 3             |
| 2020-2021 | Ligue Europa            | Troisième tour Q | NK Celje                 | 1 - 0 ap | N/A       | 1 - 0             |
| 2020-2021 | Ligue Europa            | Barrages Q       | Étoile rouge de Belgrade | 1 - 2    | N/A       | 1 - 2             |
| 2022-2023 | Ligue Europa Conférence | Deuxième tour Q  | Paide Linnameeskond      | 0 - 0    | 0 - 0 ap  | 0 - 0 (3 - 5 tab) |
| 2023-2024 | Ligue Europa Conférence | Premier tour Q   | Egnatia Rrogozhinë       | 1 - 1    | 4 - 4 ap  | 5 - 5 (4 - 2 tab) |
| 2023-2024 | Ligue Europa Conférence | Premier tour Q   | Aris Salonique           | 1 - 1    | 0 - 1     | 2 - 3             |
| 2024-2025 | Ligue Conférence        | Deuxième tour Q  | Zimbru Chișinău          | 3 - 1    | 3 - 0     | 6 - 1             |
| 2024-2025 | Ligue Conférence        | Troisième tour Q | Puskás Akadémia          | 0 - 1    | 3 - 3     | 3 - 4             |
| 2025-2026 | Ligue Conférence        | Deuxième tour Q  | Universitatea Cluj       | 0 - 0    | 2 - 1 ap  | 2 - 1             |
| 2025-2026 | Ligue Conférence        | Troisième tour Q | Sparta Prague            | 1 - 2    | 1 - 4     | 2 - 6             |

Légende
- Victoire ou qualification pour le tour suivant
- Match nul
- Défaite ou élimination de la compétition

## Effectif actuel

### Joueurs prêtés
Le tableau suivant liste les joueurs en prêt pour la saison 2021-2022.